# Melanichneumon heiligbrodtii
Melanichneumon heiligbrodtii là một loài tò vò trong họ Ichneumonidae.